# Epidelaxia
Epidelaxia là một chi nhện trong họ Salticidae.